# 艮絶串
座標: 北緯35度21分20秒 東経129度21分50秒 / 北緯35.35556度 東経129.36389度
艮絶串（カンジョルゴッ）は、大韓民国蔚山広域市蔚州郡西生面大松里にある岬。
韓国本土（朝鮮半島）で最も早く日が昇る場所である（東端を争う迎日湾の虎尾串よりも1分早く、江陵の正東津よりも5分早い）。この日の出は市の制定した蔚山12景の一つとして客足を集めている。
海に向かって高さ17mの白い艮絶串灯台（1920年3月26日設立）が立っており、その周囲はまばらな松林となっている。

## 名称
遠くから見ると尖った長い竹竿（간짓대）の様に見えるため艮絶串という名が付いた。また、“간(艮)”が「竿（간）」で、「절(絶)」が“길다（長い）”の方言である“질”の借音であるとも解釈できる。
別名カンジルクッ（ 간질끝）、カンジョラプ（간절압(竿切―)）、または日本式に「岬」の字を使い艮絶岬（カンジョルガプ、간절갑）とも呼んだ。
李氏朝鮮時代初期には爾吉串と呼ばれていた。これは固有語への借字で、「爾（이）」は“넓（広い）”を「吉（길）」は“길（長い）”を意味するという。

## 施設
艮絶串が日の出スポットとして脚光を浴びると灯台広報館が作られ、展望台や資料室が設けられた。
「新千年記念碑（새천년 기념비）」とともに彫刻公園が整備されており、いくつかのモニュメントや遊歩道、さらには巨大な「艮絶串所望郵遞筒（간절곶 소망우체통）」がありこれは中で葉書を書けて郵便物として集配されるようになっている正真正銘の郵便ポストである。
以前の灯台の上部を移設して観光施設としており、ミレニアム展示室には灯台と関連した資料や蔚山港の紹介がある。2011年には蔚山海洋博物館が岬の入り口にオープンした。

## 観光
毎年大晦日から元日にかけ「蔚山艮絶串日の出祭り（울산 간절곶 해맞이축제）」が行われて、全国から初日の出に10万人の観光客が集まる。
鎮下海水浴場や西生浦倭城とともに蔚山地域の新名所として観光客を集めている。2011年にはのべ152万4700人が訪れ、12景中最も人気の観光スポットである。